# Radizel
Radizel is een plaats in Slovenië en maakt deel uit van de gemeente Hoče-Slivnica in de NUTS-3-regio Podravska. De plaats telde 1.846 inwoners op 1 januari 2020.